# Horrorfilm

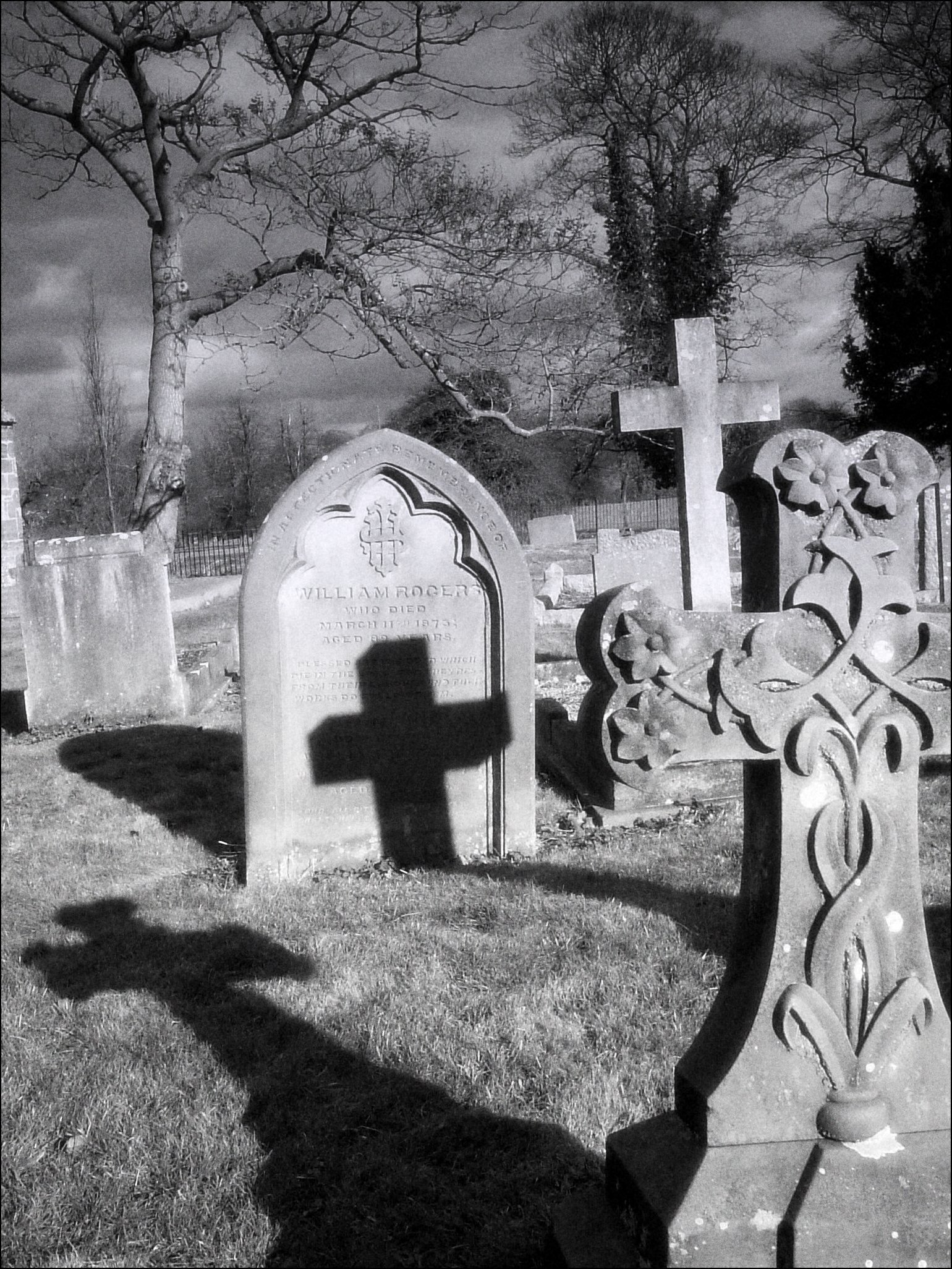
Der leblose Schatten auf dem leblosen Grabmal im leblosen Bild: Mise en abyme als Stilmittel des Horrorfilms.

Der Horrorfilm (auch Gruselfilm) ist ein klassisches Filmgenre, das sich auf Horrorfiktion stützt und somit darauf abzielt, seine Zuschauer durch die Erzeugung von Angstlust zu unterhalten. Gefühle der Angst, des Schreckens, der Verstörung und des Ekels versucht der Horrorfilm in der Regel dadurch auszulösen, dass er seine Protagonisten mit dem Unheimlichen, Unerklärlichen oder Übernatürlichen, mit extremer Gewalt oder dem Bösen an sich konfrontiert, mit Phänomenen und Akteuren – insbesondere Monstern – die sein Leben bedrohen oder auf andere Weise traumatisch wirken. Verbreitete Stilmittel sind eine suggestive Bildsprache und eine Filmmusik, die eine düstere Atmosphäre, Spannung und ein Gefühl der Bedrohung erschaffen. Der Horrorfilm war seit seiner Entstehung Anfang des 20. Jahrhunderts stets ein Spiegel der Ängste seiner Zeit und hat eine Vielzahl von Subgenres und Ikonen der modernen Popkultur hervorgebracht.

## Merkmale und Techniken
Zwar kann es auch bei anderen Filmen zu Reaktionen wie Angst, Schrecken oder Verstörung kommen – etwa bei einem Dokumentarfilm über medizinische Operationen. Doch erst, wenn die Erzeugung derartiger Affekte zum eigentlichen Ziel des Films wird, handelt es sich um einen Horrorfilm.
Ein häufig anzutreffendes Merkmal des Horrorfilms ist eine übernatürliche oder nicht wissenschaftlich erklärbare Bedrohung der Protagonisten. Dadurch kann sich der Horrorfilm vom verwandten Genre des Thrillers unterscheiden. Übernatürliche Gegenspieler im Horrorfilm sind Vampire, Werwölfe, Gespenster, Zombies, Außerirdische, Ungeheuer, Mutanten oder außer Kontrolle geratene Geschöpfe (zum Beispiel Golems). Es existieren allerdings zahlreiche Horrorfilme, die ohne übernatürliche Akteure und Phänomene auskommen, zum Beispiel die Filmreihe Saw, bei dem die Bedrohung zumeist von menschlichen Mördern oder von Fallen ausgeht.
Trotz ihrer größtenteils unrealistischen Bösewichterpalette gelten für die im Horrorfilm kreierten fiktiven Welten dennoch die Gesetze und der Rationalismus unseres Alltags. So sind, anders als in Märchen- und Fantasyfilmen, die Dämonen im Horrorfilm kein normaler, selbstverständlicher Bestandteil der Handlung, kommen aber trotzdem darin vor.

„Horror ist eine Gattung der Phantastik, in deren Fiktionen das Unmögliche in einer Welt möglich und real wird, die der unseren weitgehend gleicht, und wo Menschen, die uns ebenfalls gleichen, auf diese Anzeichen der Brüchigkeit ihrer Welt mit Grauen reagieren.“

Damit der Effekt des Grauens entstehen kann, versucht der Horrorfilm meist, eine starke emotionale Identifikation des Zuschauers mit den bedrohten Protagonisten zu erzeugen. Noch stärker als andere Filmgenres ist der Horrorfilm darauf angewiesen, dass der Zuschauer das Filmgeschehen mit den Augen der Filmpersonen betrachtet. Dies kann, muss sich aber nicht zwangsläufig in entsprechender Kameraführung – etwa in Form von Point-of-View-Shots – widerspiegeln.
Dramaturgisch lebt der Horrorfilm von der paradoxen Gegenüberstellung von Ausnahme und Regel. Wenn die Regel erwartet wird, regiert die Ausnahme, und umgekehrt: Das Sicherheit verheißende Naturgesetz wird vom grauenvollen Wunder unterbrochen, oder das unbarmherzige Naturgesetz stellt sich gegen das erhoffte Wunder. In der getäuschten Erwartung, dass etwas „mit rechten Dingen“ vor sich geht, überschneiden sich die Vorstellungen von Naturgesetzlichkeit und sozialer Normalität.
Eine Spielart des Horrorfilms ist der Psycho-Horror. Im Gegensatz zum klassischen Horrorfilm, in dem die Schreckwirkung mit der beschriebenen, vor allem übernatürlichen Rollenpalette erzielt wird, arbeitet der Psycho-Horror mit einer allgegenwärtigen, eher diffusen, unsichtbaren Bedrohung. Diese äußert sich immer wieder durch unerwartete Gefahrensituationen, deren Ursache jedoch vorerst oder gar dauerhaft im Dunkeln bleibt (Beispiel: The Blair Witch Project, 1999). Das Entsetzen basiert hier, wie allgemein im Horrorfilm, auf der Angst vor dem Unbekannten. Zum Beispiel fühlt sich der Zuschauer ausgeliefert, wenn die meisten Einstellungen so subjektiv gehalten sind, dass ihm der objektive, distanzierte Überblick verweigert wird.
Die Erwartung des Unheimlichen wird durch verschiedene filmische Stilmittel bedient. Nicht in jedem erfolgreichen Horrorfilm müssen Blutfontänen spritzen und Menschenfresser wüten. Viel eher fürchten sich die Zuschauer, wenn Drehbuch und Interpretation, Bildgestaltung, Kameraführung und Filmschnitt, Klangeffekte und Musikuntermalung, Gezeigtes und Weggelassenes derart im Einklang zueinander stehen, dass selbst Alltägliches unheimlich wirkt.

## Ursprung und Symbolik

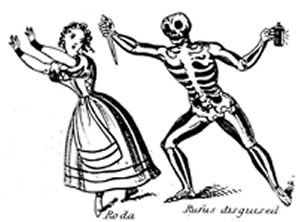
Ein Horror-Melodram im Adelphi Theatre (London), 1816

Historisch stammt der Horrorfilm vom Bühnen-Melodrama des 19. Jahrhunderts ab, das sich oft an Schauerromanen orientierte. Das Londoner Adelphi Theatre führte seit Beginn des 19. Jahrhunderts Schauerstücke auf, und das Pariser Théâtre du Grand Guignol war seit 1897 auf Horrorstücke spezialisiert. Eine deutschsprachige Variante war das Schicksalsdrama der Romantik, zum Beispiel Der vierundzwanzigste Februar (1808) von Zacharias Werner. An frühen Verfilmungen solcher Stücke wie Der Müller und sein Kind (1911) oder Jacob Flecks Verfilmung von Grillparzers Die Ahnfrau (1910) lässt sich dies belegen. Diese Herkunft zeigt sich in traditionellen Vanitas-Symbolen (wie Schädeln, Schatten, alten Büchern, verstaubten Gebrauchsgegenständen oder der Parallelsetzung von Leichen mit „toten“ Bildern und Schriften), in stereotypen Rollen und nicht zuletzt in der unheimlichen Begleitmusik. Typischerweise gibt es im Horrorfilm ähnlich wie im Bühnenmelodram die klassischen Figuren der „jungfräulichen Braut“, des „Helden und Bräutigams“, dazu meist eine vaterähnliche Figur sowie den bösartigen Antagonisten. Für das Horror-Genre charakteristisch ist etwa der Wissenschaftler, der die Übertretung physikalischer Gesetze bestätigt, wodurch das volle Ausmaß der Bedrohung erst deutlich wird. Am Beispiel der Dracula-Verfilmungen zeigt sich dieses Muster deutlich: Minna wird von Jonathan Harker, ihrem Verlobten, mit Hilfe von Dr. van Helsing, einem Gelehrten, aus den Klauen des Vampirs Dracula befreit.
Aufgrund der Kontinuität des gotischen Baustils im angelsächsischen Raum vom 13. bis zum 19. Jahrhundert sind dort Häuser dieser Bauart überall anzutreffen und konnten zum Sinnbild des Uralten werden. Zahlreiche Horrorfilme spielen in einem gotischen Haus, das mit seinen vertikalen Linien, Treppenfluchten und Fluren schaurige Attraktivität ausstrahlt, wie bereits Sigmund Freud in seinem Aufsatz Über das Unheimliche (1919) feststellte. Im Rahmen der Vanitas-Symbole gehört das Haus ebenso wie das (verlassene) Zimmer zum Typus der „leeren Form“. Es überdauert seine Bewohner. Beispiele für Filme, in denen das Haus eine wichtige Rolle spielt, sind Das Haus auf dem Geisterhügel (House On Haunted Hill, 1958), Psycho (1960), Bis das Blut gefriert (The Haunting, 1963) The Shining (1980) und Stephen Kings Haus der Verdammnis (2002).

## Geschichtliche Entwicklung
In der dreiteiligen BBC-Dokumentation „A History of Horror“ von 2010 stellt der britische Schauspieler und Autor Mark Gatiss fest, das Kino sei geradezu für den Horrorfilm geschaffen worden: „Kein anderes Filmgenre bietet die gleiche geheimnisvolle Vorfreude, wenn man einen dunklen Kinosaal betritt. Kein anderes setzt Ton und Bild so kraftvoll ein. Das Kino ist der Ort, an dem wir einen kollektiven Traum teilen, und Horrorfilme sind die traumhaftesten von allen, vielleicht weil sie sich um unsere Albträume drehen.“ Die Geschichte des Horrorfilms reicht daher fast so weit zurück wie die Geschichte des Spielfilms überhaupt.

### Klassischer Horrorfilm: Von den Ursprüngen bis in die 1940er

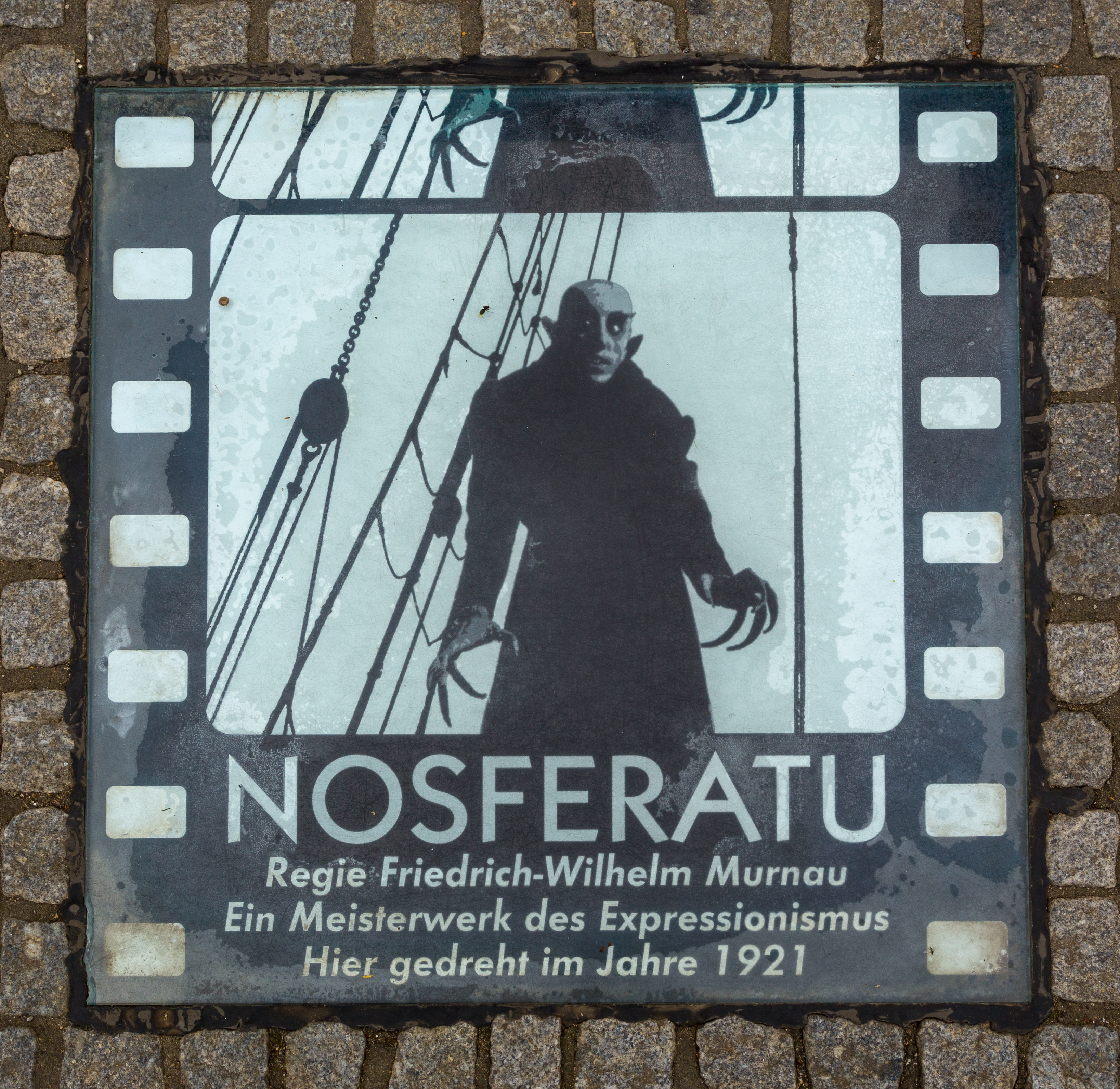
Gedenktafel in Wismar, dem Drehort von Nosferatu

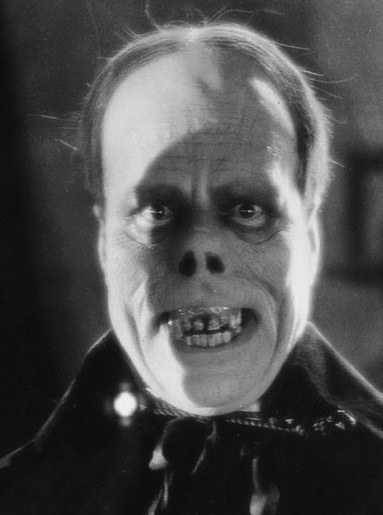
Lon Chaney senior, hier in einer Szene aus Phantom der Oper, war ein großer Star des frühen Horrorfilms.

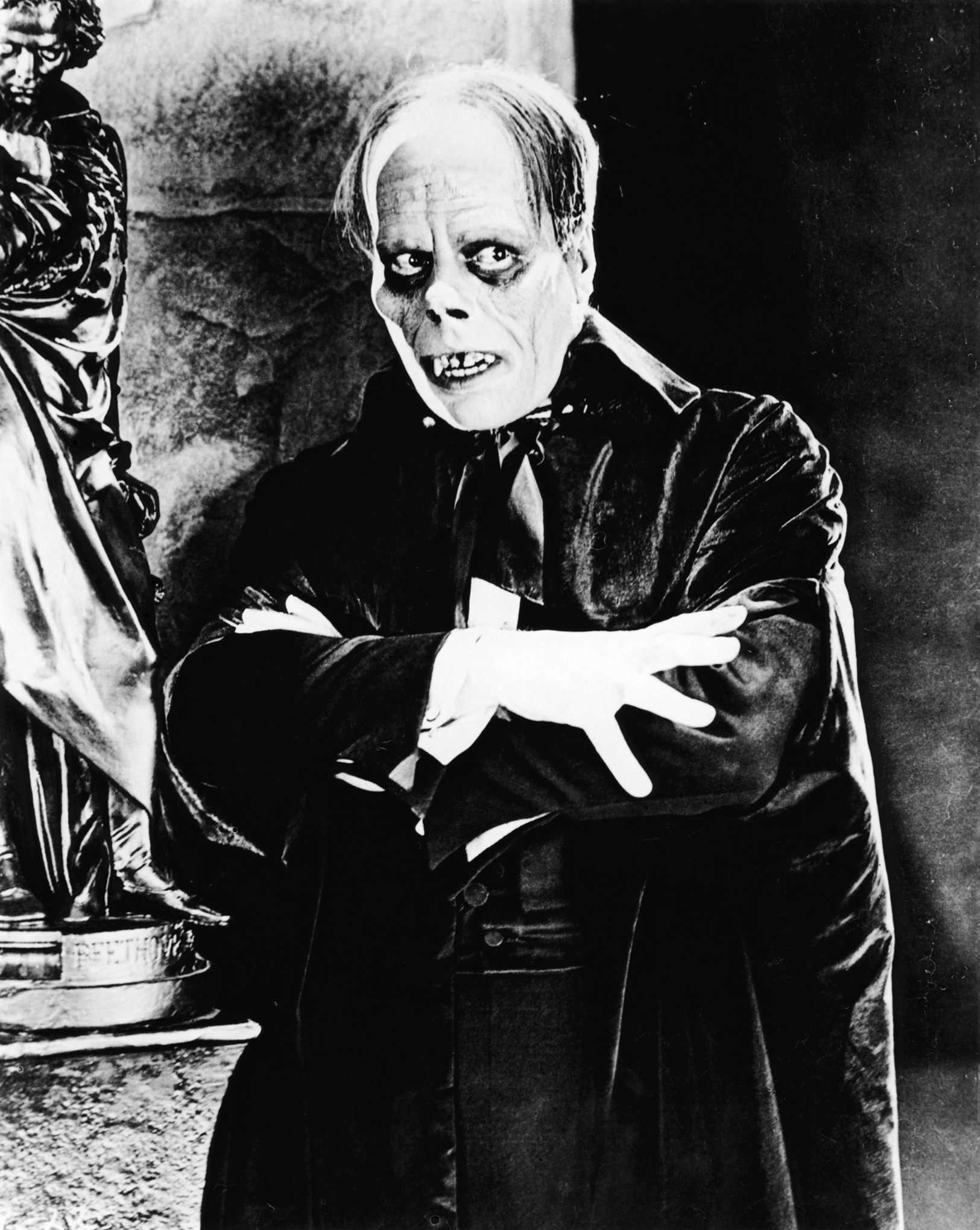
Lon Chaney sen. als Erik

Bereits kurz nach seiner Erfindung 1896 wurde der Film als erzählendes, nicht nur als darstellendes Medium begriffen, und schon die ersten, nur wenige Minuten dauernden „Spielfilme“ nutzen die neuen, technischen Möglichkeiten dieses Mediums, um phantastische und gruselige Effekte zu erzeugen. Der erste Gruselfilm (mit Elementen wie auftauchenden Fledermäusen und ähnlichem), Le Manoir du Diable, war ein Werk von Georges Méliès und wurde bereits im Jahr 1896 gezeigt. Die Technik der Überblendung war hierbei ein wichtiges und wegweisendes Gestaltungsmittel. Bei den nachfolgenden Horrorfilmen der ersten Generation handelte es sich dann weitgehend um Verfilmungen der Horrorliteratur. Mary Shelleys Roman Frankenstein etwa wurde bereits 1910 als Stummfilm das erste Mal verfilmt.
Die erste Blütezeit des Horrorfilms waren jedoch die Jahre nach dem Ersten Weltkrieg. Im Jahr 1922 schuf Friedrich Wilhelm Murnau mit Nosferatu – Eine Symphonie des Grauens eine filmische Adaption von Bram Stokers Roman Dracula. Allerdings musste der berühmte Vampir wegen Streitigkeiten über die Urheberrechte an dem Stoff in Graf Orlok umbenannt werden. Murnaus Nosferatu gilt nicht zuletzt aufgrund seiner expressionistischen Atmosphäre als Meilenstein und Meisterwerk des Horrorgenres. Andere wichtige und stilbildende Horrorfilme der Stummfilmzeit waren der von Robert Wiene gedrehte Das Cabinet des Dr. Caligari (1920) und Der Golem, wie er in die Welt kam (1920) von Paul Wegener und Carl Boese. Auch Das Phantom der Oper (1925) gilt als wichtiger Film des Genres. Als erster erhaltener Werwolffilm aus der Stummfilmzeit gilt Wolf Blood: A Tale of the Forest von 1925.
Der Tonfilm, der sich in den 1930er-Jahren rasch durchsetzte, ermöglichte es, Horrorfilme noch realistischer zu inszenieren. Als wichtige Werke dieser Zeit gelten Dracula (1931) mit Bela Lugosi in der Rolle des Blutsaugers sowie Frankenstein (1931) mit Boris Karloff als Monster – beide Interpretationen wurden fortan zum klassischen Bild, das man mit den Figuren „Dracula“ und „Frankenstein“ verband (obwohl Frankenstein eigentlich nur der Wissenschaftler war, nicht das Monster selbst). Insbesondere letzterer Film galt damals, obwohl er nach heutigen Maßstäben keine Gewaltdarstellungen beinhaltet, beim Publikum als außerordentlich brutal und verstörend. Nicht weniger gelungen als die Inszenierung von 1931 erscheint den meisten Kritikern der 1935 erschienene Nachfolgefilm Frankensteins Braut (The Bride of Frankenstein), ebenfalls unter Regie von James Whale und mit Boris Karloff in der Hauptrolle.
Einen anderen, letztlich nicht weniger einflussreichen Strang des Horrorfilms initiierte der 1932 erschienene White Zombie von Victor Halperin, der erstmals die durch Voodoo-Zauber behexten Zombies als Akteure inszenierte. Auch dieser Film regte, von den späteren Zombiefilmen der 1970er- und 1980er-Jahre ganz abgesehen, bereits in den 1930er- und 1940er-Jahren zu einer ganzen Reihe von Fortsetzungen mit Titeln wie Revolt of the Zombies (1936, ebenfalls von Halperin), King of the Zombies (1941), I Walked With a Zombie (1942) oder Dead Men Walk (1943) an. Diese Filme konnten jedoch weder dem Stoff noch dem Genre – und noch weniger dem Gruselbedürfnis des Publikums – Neues hinzufügen.
Sowohl im Fall des meist in Haiti oder ähnlichen Gebieten situierten Zombiefilms wie auch im Fall Draculas, der sein Schloss im rumänischen Transsilvanien hatte, oder im Fall der in den 30ern ebenfalls populären Mumien-Filme, die meist in Ägypten spielten (etwa Die Mumie, 1932) – die Bedrohung, das „Andere“, kam im klassischen Horrorfilm meist aus exotischen Ländern. Nicht selten bedrohte dieses Böse nicht so sehr den Helden selbst, sondern seine Braut, die darum mit allen Mitteln gerettet werden musste. Fast immer musste das Böse dabei restlos zerstört werden, damit die Ordnung der Gesellschaft mit ihren klassischen, konservativen Rollen- und Moralvorstellungen wiederhergestellt werden konnte.
Einer der einflussreichsten Horrorfilme der 1940er-Jahre war Der Wolfsmensch (The Wolf Man, 1941), der die Thematik des Werwolfs populär machte. Im Anschluss hieran prägte der Produzent Val Lewton beginnend mit dem Film Katzenmenschen (Cat People, 1942) den sogenannten „denkenden“ Horrorfilm, der den Schrecken vorrangig in der Vorstellung des Zuschauers entstehen lässt und ihn nicht in platter Form direkt auf der Leinwand zeigt. Generell wurden während des Zweiten Weltkrieges nur wenige Horrorfilme veröffentlicht. Einer der wenigen größeren Erfolge dieser Zeit war der unmittelbar nach Kriegsende veröffentlichte Traum ohne Ende (Dead of Night, 1945), ein surrealistischer Episodenfilm, in dem Alptraum und Wirklichkeit zunehmend ineinander verschwimmen.
Eine Reihe klassischer Horrorfilme (einschließlich Stummfilme), von denen ein Teil Überschneidungen zu Science-Fiction aufweisen, lassen sich gratis bei Internet Archive in der Originalfassung abrufen.

### Krise des Genres in den 1950er-Jahren
Während des Zweiten Weltkriegs und in den ersten Nachkriegsjahren ging die Nachfrage nach Horrorfilmen stark zurück. Eine Erklärung dafür lieferte Charles Nonon, der letzte Direktor des Pariser Théâtre du Grand Guignol, das sich ebenfalls auf Grusel- und Horrorstücke spezialisiert hatte und das 1962 wegen des stetigen Besucherrückgangs schließen musste: „Mit Buchenwald konnten wir nie gleichziehen. Vor dem Krieg wusste jeder, dass die Geschehnisse auf der Bühne unglaublich sind. Heute wissen wir, dass solche Dinge – und noch schlimmere – wahr sein können.“ Zum nachlassenden Interesse an dem Genre kam eine allgemeine Kino-Krise infolge der Einführung des Fernsehens. Das Bestreben der Filmindustrie, diese Krise zu überwinden, führte ab Mitte der 1950er-Jahre, verstärkt aber erst gegen Ende des Jahrzehnts zu einer Wiederbelebung des Horrorfilms. Denn gerade dieses Genre erlaubte es, Filme zu produzieren, die – etwa aus Gründen des Jugendschutzes – nur im Kino, nicht aber im Fernsehen gezeigt werden konnten. Darüber hinaus eröffnete der Farbfilm neue Möglichkeiten.
Die britische Produktionsfirma Hammer Films hat das Bild des Mainstream-Horrorfilms der 1950er- und 1960er-Jahre wesentlich mitgeprägt. Sie setzte auf „Gothic-Horror“ (vgl. Gothic Novel) und wiederkehrende Gesichter wie Christopher Lee und Peter Cushing. Thematisch erfuhr das Genre dabei kaum substanzielle Veränderungen, im Mittelpunkt standen überlieferte Stoffe wie Dracula oder Frankenstein (The Curse of Frankenstein (1957), Horror of Dracula (1958)), während man sich zugleich jedoch immer weiter von den Vorlagen entfernte und oft nur noch einzelne Figuren und Motive übernahm. Auch an andere traditionelle Figuren wie den Zombie (so im stimmungsvoll inszenierten The Plague of the Zombies, dt.: Nächte des Grauens, 1966), die Mumie (The Mummy, dt.: Die Rache der Pharaonen, 1959) oder den Werwolf (The Curse of the Werewolf, dt.: Der Fluch von Siniestro, 1959), der bereits Mitte der 1950er-Jahre wieder in Mode gekommen war (The Werewolf, 1956, I was a Teenage Werewolf, 1957), wurde wiederangeknüpft.
In den 1950er-Jahren vermischten sich überdies immer öfter die Genres des Horror- und des Science-Fiction-Films. Insbesondere kamen außerirdische Monster (The Quatermass Experiment, 1955, ebenfalls aus den Hammer Studios) zum Zuge sowie durch ionisierende Strahlung entstandene Mutanten (Tarantula, 1955). Ein unfreiwillig komisches Beispiel für derartige Monster-Streifen ist ein B-Movie von 1956 mit dem Titel It Conquered the World, dessen außerirdischer Protagonist, eine Art Softeis-Kegel mit buschigen Augenbrauen, in einer Höhle in Kalifornien lebt, um von dort aus die Herrschaft über den Planeten Erde anzutreten. In vielen US-amerikanischen Science-Fiction-Horrorfilmen dieser Jahre spiegeln sich zwei damals weitverbreitete Ängste wieder: die vor einer Invasion durch die kommunistische Sowjetunion und angesichts der Atombombe die vor einer womöglich nicht mehr beherrschbaren Entwicklung der Wissenschaft.

### Wiederbelebung in den 1960er-Jahren
Anders als in den für das Genre eher unbedeutenden 1950er-Jahren entstand im folgenden Jahrzehnt eine wesentlich breitere Palette unterschiedlicher Horrorfilme. Klassische Gruselfilme wie Bis das Blut gefriert (The Haunting, 1963), der sich um ein Spukhaus dreht, oder der stimmungsvoll inszenierte, damals aber gänzlich unbekannt gebliebene Low-Budget-Film Tanz der toten Seelen (Carnival of Souls, 1962) zeigten das Genre cineastisch auf der Höhe der Zeit.
Das Bild des Mainstream-Horrorfilms der 1960er-Jahre war weiterhin von den britischen Hammer-Filmen geprägt, die bis in die 1970er-Jahre hinein produziert wurden, später aber zunehmend in Klamauk ausarteten (Dracula jagt Minimädchen, 1972). Roman Polański drehte 1967 mit der Horrorkomödie Tanz der Vampire eine Parodie auf die meist klassischen Sujets dieser Mainstream-Filme. Roger Corman brachte einen Zyklus von Edgar-Allan-Poe-Verfilmungen in die Kinos (zum Beispiel Der Rabe – Duell der Zauberer, 1963), in deren Zuge sich Vincent Price als weiterer Star des Genres etablieren konnte.

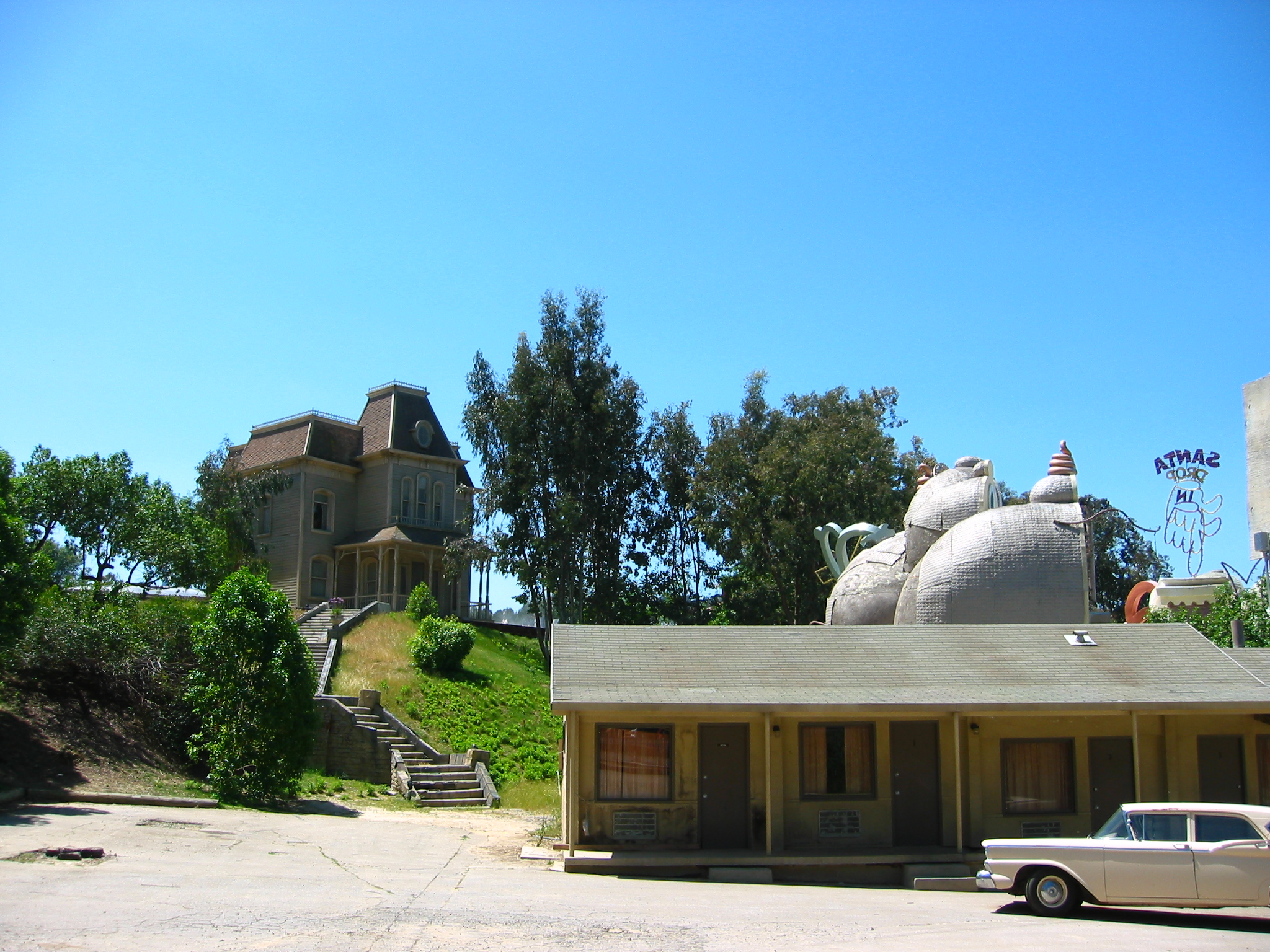
„Bates Motel“ aus Hitchcocks Horror-Thriller Psycho

Auf der anderen Seite brachten die 1960er-Jahre aber auch einige bedeutende Erneuerungen des Genres. Alfred Hitchcock drehte in den 1960er-Jahren gleich zwei Filme, die – obgleich sie als untypische Vertreter des Horrorfilms angesehen werden müssen – zugleich als zwei seiner Meisterwerke gelten können: Die psychologisch dichte, düstere Charakterstudie um den an dissoziativer Identitätsstörung leidenden Serienmörder Norman Bates mit dem Titel Psycho sowie der mit zahlreichen Schockeffekten aufwartende, äußerst wirkungsvoll inszenierte Klassiker Die Vögel von 1963.
Der vielleicht wichtigste Meilenstein des Horrorfilms der 1960er-Jahre war jedoch Die Nacht der lebenden Toten (Night of the Living Dead, 1968) des damals noch gänzlich unbekannten Regisseurs George A. Romero, der das Genre des Zombiefilms zwar nicht erfand, jedoch entscheidend veränderte: Zombies waren hier nicht mehr willenlose, durch schwarze Magie erweckte Voodoo-Geschöpfe, sondern eigenständig agierende Untote, die sich von Menschenfleisch ernähren und die Zivilisation als Ganzes bedrohten. So kam der Antagonist nicht mehr aus einer anderen Zeit oder einer anderen Welt, sondern war in der normalen Lebenswelt situiert, die er jedoch fundamental ins Wanken brachte. Die Grenzen zwischen den Bösen und den vermeintlichen Helden verschwammen; Happy Ends sind seit den Filmen der 60er-Jahre immer seltener anzutreffen. Häufig ist die Bedrohung derart übermächtig, dass den Protagonisten nur die Wahl zwischen Flucht und Tod bleibt.
Das Maß der gezeigten Brutalität erreichte in den 1960er-Jahren, insbesondere bei Romero, einen Höhepunkt: Ausführlich zeigte Romero seine Zombies, wie sie sich rohes menschliches Fleisch in den Mund stopfen. Aber bereits der 1963 erschienene, heute als Kultfilm geltende Blood Feast von Herschell Gordon Lewis (viereinhalb Tage Drehzeit, 24.000 Dollar Budget) deutete früh die zunehmende Brutalität an, die dann in den späten 1970er-Jahren sowie vor allem in den 1980er-Jahren – im Splatter- und Gore-Film – zum Hauptmerkmal des Horrorfilms werden sollte. So bezieht Blood Feast seine Wirkung zu wesentlichen Teilen aus „Zeigemomenten“, die nicht unmittelbar aus der Narration heraus motiviert sind, sondern „funktional auf die Rezeption ausgerichtet“ sind.
Diese Entwicklung des amerikanischen Horrorfilms in Richtung Gewaltdarstellung wurde im von Mario Bava begründeten italienischen Horrorfilm bereits vorweggenommen. Es war vor allem „Bavas Bereitschaft, in der Darstellung von Sexualität und Gewalt effektbetont zu Werke zu gehen“, die nicht nur zahlreiche Nachahmer im eigenen Land, sondern auch im internationalen Horrorfilm fand. Bava setzte den Grundstein seiner Popularität mit dem Überraschungserfolg Die Stunde, wenn Dracula kommt (1960) mit Barbara Steele, die später einer der wenigen weiblichen Stars des Genres wurde. Obwohl der Film in der Tradition des „Gothic-Horror“ als Kostümfilm über Wiederauferstandene gedreht wurde, erzeugte er durch seine Inszenierung „ein für die damaligen Verhaltnisse ungewöhnlich intensives Klima der Verunsicherung und Bedrohung“. Mit stilbildenden Filmen wie Blutige Seide (1964), in denen er Kriminalgeschichten mit intensiver Gewaltdarstellung, freizügiger Sexualität und einer stark ästhetisierten Inszenierung verband, begründete Bava nicht nur ein eigenes italienisches Horrorsubgenre, den Giallo, sondern setzte auch einen Grundstein für die erfolgreichen amerikanischen Slasher-Filme der 1970er- und 1980er-Jahre.
Bei Tobe Hooper oder Wes Craven wähnte der Zuschauer sich im Kinosaal nicht wie bei Hitchcock von einem Meister mit behaglichem Schauer geführt, als vielmehr in der Hand eines Wahnsinnigen (John Landis, zit. nach Patrick Vonderau).

### Erneute Blütezeit ab den 1970er Jahren
Typisch für die 1970er-Jahre ist zum einen das Subgenre des Folk-Horror, für den Robin Hardys The Wicker Man von 1973 stilbildend wurde. Zum anderen befasste sich das Genre verstärkt mit dem Okkultismus, etwa dem Phänomen des Exorzismus (Der Exorzist, 1973) oder der Wiedergeburt Satans, die sowohl in Roman Polańskis bereits 1967 gedrehtem Meisterwerk Rosemaries Baby wie auch in dem 1976 erschienenen Klassiker Das Omen im Zentrum der Handlung stehen. Dario Argentos 1977 erschienener Suspiria, der sich durch eine besonders künstlerische Bildkomposition auszeichnet, handelt von Hexen, die sich dem Satan verschrieben haben. Zunächst wenig beachtet, da im selben Jahr veröffentlicht wie der Kassenschlager Der Exorzist, ist Nicolas Roegs psychologisch tiefes, surrealistisches Horror-Drama Wenn die Gondeln Trauer tragen (1973) mit Donald Sutherland und Julie Christie in den Hauptrollen, verfilmt nach der Erzählung Don’t Look Now (Dreh dich nicht um) von Daphne du Maurier. Okkultismus und eine Variante des Zombiefilms verband ab 1971 die spanische Reitende-Leichen-Reihe von Amando de Ossorio, beginnend mit Die Nacht der reitenden Leichen.
Mit Der weiße Hai begann 1975 auch der „Tierhorror“ populär zu werden. Von Hunden (Cujo, 1983) über Wölfe, Krokodile und Schlangen (Anaconda, 1997) bis hin zu Taranteln (Tarantula, 1955), Ameisen (Formicula, 1953; Phase IV, 1974), Nacktschnecken (Slugs, 1988) und Spinnen (Arachnophobia, 1990) war nahezu jede Tierart schon einmal als Bösewicht in einem Horrorfilm vertreten.
1976 entstand mit dem Film Carrie – Des Satans jüngste Tochter eine weitere Nische innerhalb des Genres. Wurden bis in die 1970er-Jahre hinein meist Klassiker der Horrorliteratur verfilmt, so war Carrie die Verfilmung eines zeitgenössischen Schriftstellers. Stephen Kings Bücher waren seitdem immer wieder Quelle für zahlreiche Horrorfilme (zum Beispiel The Shining, 1980 oder Es, 1990), in den nächsten Jahren wurden auch andere Horrorbücher verfilmt (etwa Clive Barkers Buch Cabal, 1990). Meist scheiterten diese Filme jedoch an dem hohen Anspruch und der Detailfreudigkeit der Vorlage.
Tobe Hoopers Blutgericht in Texas (The Texas Chainsaw Massacre, auch: Das Kettensägenmassaker, 1974) handelt von einer Gruppe junger Leute, die der Mordserie einer degenerierten, kannibalistischen Familie zum Opfer fällt. Hoopers Werk zeichnet sich vor allem durch eine rasante Kameraführung aus sowie durch das minutenlange, markerschütternde Schreien der weiblichen Hauptdarstellerin (vgl. Scream-Queen) auf der Flucht vor ihrem mit einer Motorsäge bewaffneten Verfolger.
Die Figur des psychopathischen Schlächters wurde 1977 von Wes Craven in Hügel der blutigen Augen (The Hills Have Eyes) aufgegriffen – auch hier war die Handlung in der Wüste des amerikanischen Hinterlandes situiert. Anders als bei Texas Chainsaw Massacre ging die Gefahr hier jedoch nicht von einer einzelnen Psychopathen-Familie aus, sondern von der Bevölkerung eines ganzen Dorfes, die – arbeitslos und von den Behörden im Stich gelassen, womöglich noch radioaktiv verseucht – von grenzenlosem Hass auf die restliche Welt beseelt ist.
Das Subgenre des Slasher- oder Schlächter-Films wurde später vor allem von John Carpenters 1978 erschienenem Halloween – Die Nacht des Grauens geprägt. Das Muster des psychopathischen, sadistischen Serienmörders diente als Vorlage für eine ganze Reihe von Filmen und Filmserien wie Freitag der 13. (1980) oder Nightmare – Mörderische Träume (1984). Die Bösewichter dieser Slasherfilme, etwa der mit einer Krallenhand bewaffnete und mit einem rot-grünen Ringelpulli bekleidete Freddy Krueger aus der Nightmare-Reihe, der psychopathische Michael Myers mit seiner berühmten Gesichtsmaske aus der Halloween-Reihe oder der ebenfalls maskierte Jason Voorhees aus Freitag der 13. haben sich mittlerweile tief ins kollektive Gedächtnis der westlichen Kultur eingegraben. Insbesondere im Umfeld des Halloween-Festes sind entsprechende Verkleidungen im Handel und werden von Fans zu diesem Anlass getragen.
Als eines der wichtigsten oder zumindest einflussreichsten Werke der an Horrorfilmen ohnehin reichen 1970er-Jahre gilt erneut ein Film von George A. Romero mit der Fortsetzung seines ersten Zombiefilms Nacht der lebenden Toten, dem 1978 erschienenen Dawn of the Dead (dt.: Zombie, auch Zombies im Kaufhaus). Die Handlung dreht sich um eine Gruppe von Überlebenden einer umfassenden Zombie-Epidemie, die sich in einem mit Waren angefüllten Einkaufszentrum verschanzen, um den menschenfressenden Zombies zu entkommen. Ließ sich bereits der Vorgänger, in dem Lynchjustiz und Rassismus thematisiert werden, als politisch engagiertes Werk interpretieren, so zeigt sich hier noch deutlicher der gesellschaftskritische Kontext der links geprägten 1970er-Jahre. Romero zeigt Zombies wie Menschen gleichermaßen als von Konsumwahn und blindem Materialismus getriebene Halbtote, wobei hier die Lage der Menschen gegenüber der Zombie-Epidemie bereits völlig aussichtslos ist, während in Nacht der lebenden Toten die Menschen am Ende noch die Oberhand behielten. Das Projekt der kapitalistischen Zivilisation erscheint letztendlich nicht mehr zu retten, was durch die Übernahme des Kaufhauses durch die Zombies am Ende symbolisiert wird.

### 1980er Jahre: Splatter und Zombies
Im Bereich der eher kommerziell orientierten Horrorfilme dominierten in den Kinos und im Fernsehen der 1980er-Jahre vor allem Fortsetzungsreihen, sowohl von erfolgreichen Filmen der späten 70er-Jahren wie Halloween oder Freitag der 13. als auch von neuen Filmen wie Tobe Hoopers 1982 gedrehtem Poltergeist, Wes Cravens rasch populär gewordenem Nightmare – Mörderische Träume (A Nightmare on Elm Street, 1984) oder Chucky – Die Mörderpuppe (1988).

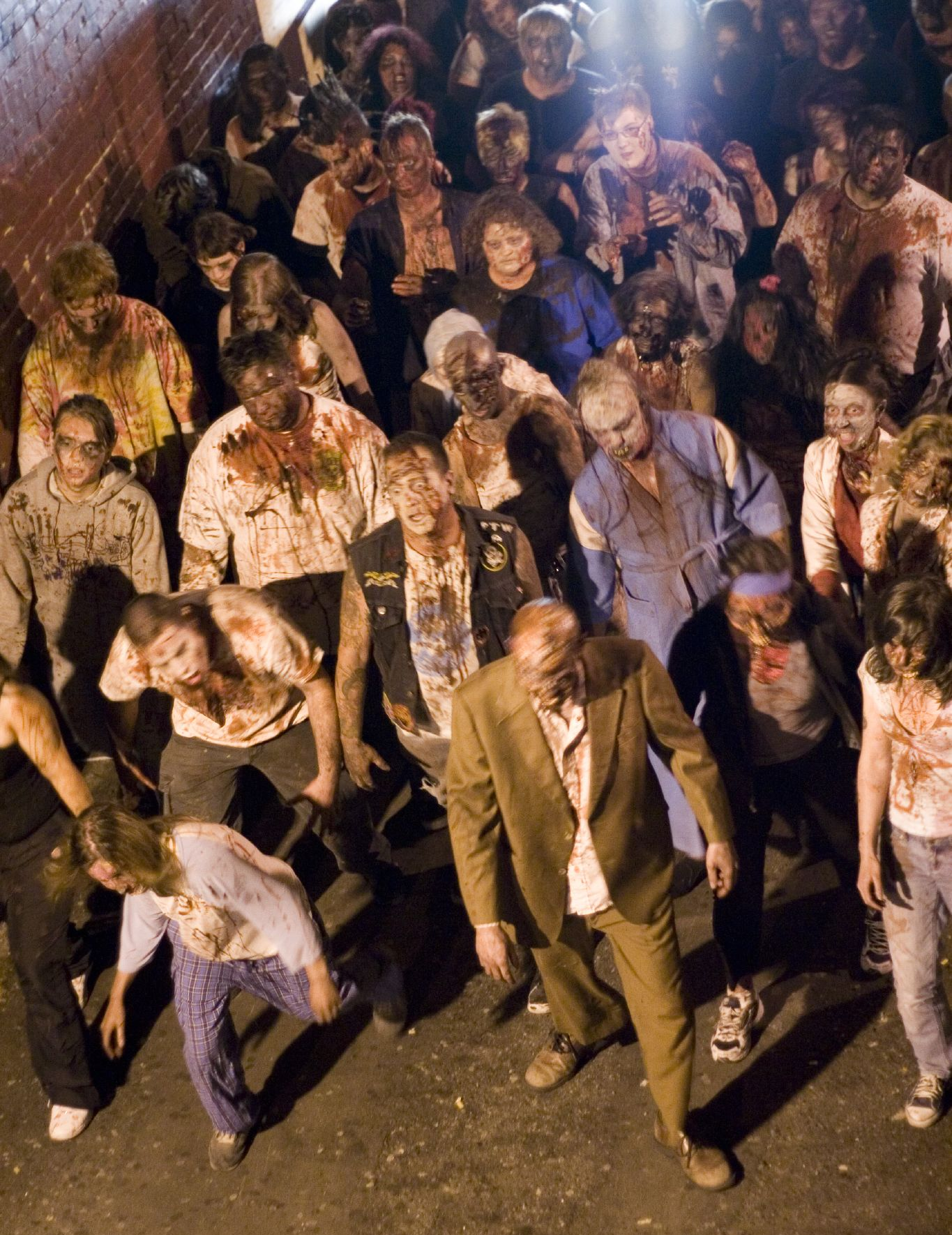
Im Stil der 80er: Statisten eines Zombie-Films während des Drehs von Meat Market 3 (2006).

Besonders durch die Etablierung des Heimvideo-Marktes wuchs parallel zum Mainstream des Unterhaltungskinos ein immer größer werdender Underground-Markt für Horrorfilme an, der im B-Movie-Bereich seit dem überraschenden Erfolg von Romeros Dawn of the Dead zu einer geradezu überwältigenden Schwemme von mitunter äußerst brutalen, oft ausschließlich an Ekeleffekten orientierten Splatterfilmen führte. Unzählige, meist mit wenig Aufwand und Einfallsreichtum gedrehte Filme etablierten die an der Ästhetik der Zombiefilme Romeros orientierte Genre-Abart des Gore-Films, der sich vor allem durch explizite und ausgedehnte Zurschaustellung körperlicher Gewalt, zerstörter Körper und hervorquellender Gedärme auszeichnet. Beispiele für den Zombiefilm der 1980er-Jahre sind Bruno Matteis Die Hölle der lebenden Toten (Hell of the Living Dead, auch: Virus, 1980) oder Umberto Lenzis Großangriff der Zombies (Nightmare City, 1980).
Oft verband sich das Horrorgenre auch mit den in den 1960er- und 1970er-Jahren aufgekommenen Stilmitteln des Exploitationfilms, der sich unter anderem durch eine oft reißerische Inszenierung von brutaler Gewalt, Folterungen und anderer Grausamkeiten auszeichnet. Dies zeigt sich insbesondere am Genre des Kannibalenfilms, das sich aus den Settings und Stilmitteln der Mondofilme der 1960er-Jahre entwickelt hatte und durch eine besonders extreme Darstellung von Splatter- und Gore-Effekten auszeichnete. Ihre an den Abenteuerfilm angelehnte Dramaturgie bezogen die Filme dieses Genres meist aus dem Aufeinandertreffen von kannibalistischen Ureinwohnern und weißen Touristen, gelegentlich auch vermischt mit Elementen des Softpornos. Zwei der bekanntesten Filme dieses insgesamt recht kurzlebigen Genres, das nach einem Popularitätshöhepunkt um 1980 herum fast vollständig wieder von der Bildfläche verschwand, sind Ruggero Deodatos 1980 gedrehter Cannibal Holocaust (Nackt und zerfleischt) und Umberto Lenzis Cannibal Ferox (Die Rache der Kannibalen, 1981). Unter anderem die extremen Gewaltdarstellungen und oftmals realen Tiertötungen brachten die Kannibalenfilme sowohl in die Mediengewaltdebatten der 1980er-Jahre als auch auf die Indizierungsliste der BPJM.
Aus der Masse der unzähligen relativ unoriginell und meist aus kommerziellen Motiven heraus produzierten Splatter- und Gore-Filme der 1980er-Jahre ragte – neben ohnehin ernsthafteren Produktionen wie Romeros Day of the Dead (1985) oder Filmen wie Hellraiser (1987) – vor allem Sam Raimis Splatterfilm Tanz der Teufel (englisch: The Evil Dead, 1981) heraus, der trotz seines niedrigen Budgets zu einem Kultfilm des Genres avancierte. Verantwortlich dafür war nicht zuletzt die innovative und experimentelle, extrem subjektivierte Kameraführung, die teilweise sogar die Perspektive des bösen Antagonisten einnahm, den man gerade deshalb nicht zu Gesicht bekam. Zudem bestach der Film durch einen eigentümlichen selbstironischen Charme, ohne deshalb bereits zur Komödie zu werden. Der Erfolg von Tanz der Teufel brachte mehrere Fortsetzungen hervor, die jedoch trotz des erhöhten Budgets an den Erfolg des ersten Teils nicht mehr heranreichen konnten.

### 1990er Jahre
Während der reine Splatter- und Gorefilm in den Videotheken weiterlebte, wurde der Kinoerfolg dieser Filme mit Splatter-Parodien wie Peter Jacksons Braindead (Neuseeland 1992) oder der dritte Teil der „Tanz der Teufel“-Reihe, Armee der Finsternis (1993), zum Anfang der 1990er-Jahre zunächst beendet. Dafür übernahm der erfolgreiche Psychothriller Elemente der Inszenierung von expliziter Gewalt und schaurigen Settings. Erfolgsfilme wie Das Schweigen der Lämmer (1991) und Sieben (1995), die die Aufklärung von besonders abscheulichen Serienmorden zeigen, setzten dabei jedoch nicht ausschließlich auf Goreelemente, sondern vor allem auf eine effektive Inszenierung, die die meisten Schrecken allein in den Gedanken der Zuschauer entstehen ließen.
Mit Bram Stoker’s Dracula (1992) von Francis Ford Coppola und Mary Shelley’s Frankenstein (UK, J & USA 1994) wurden in den 1990er-Jahren auch erfolgreich die Kreaturen der Gothic Novel wiederbelebt. Wie bereits die Titel andeuten, bezogen sich diese Verfilmungen jedoch nicht allein auf die filmische Tradition dieser Figuren, sondern sie versuchten sich in einer werkgetreuen Umsetzung der Originalstoffe, die mit Starschauspielern und umfangreicher Ausstattung verfilmt wurden. Weitere Variationen der klassischen Figuren folgten in Filmen wie Interview mit einem Vampir (1994) und Mary Reilly (USA 1996).
Mit Scream (USA 1996) fand das Subgenre des Slasherfilms erneut ein großes Publikum in den Kinosälen. Wes Cravens Film spielte vor allem mit der Kenntnis dieses Subgenres beim Zuschauer: Er lässt die Protagonisten über die Genreklassiker diskutieren und stellt die Regeln des Slasherfilms vor, um sie im Verlauf des Filmes immer wieder zu bestätigen oder zu brechen. Zwei erfolgreiche Filme die fortgesetz wurden und in den späten 1990er Jahren begannen sind Ich weiß, was du letzten Sommer getan hast (1997) und Düstere Legenden (1998).

### Ab 2000
Ein großer Teil der im neuen Jahrhundert kommerziell erfolgreichen Horrorfilme waren Hommagen und/oder Neuverfilmungen von amerikanischen und asiatischen Filmen. So erhielt beispielsweise die Scream-Reihe, deren zwei erste Filme aus den 1990er Jahren stammen, insgesamt fünf Fortsetzungen. Mit dem Zusammentreffen der beiden Figuren Freddy Krueger aus der Nightmare-Reihe und Jason Voorhees aus der Freitag der 13.-Reihe in dem Film Freddy vs. Jason (2003) wurden im Zeichen des Franchise zudem Filmreihen der 1980er-Jahre fortgesetzt. Auch die Halloween-Reihe wurde mit Halloween: Resurrection (2002) weiter am Leben erhalten.
An amerikanischen Horrorfilmen wurden zudem viele Filme der 1970er- und 1980er-Jahre wieder aufgegriffen – Beispiele dafür sind Michael Bay’s Texas Chainsaw Massacre (2003) und The Hills Have Eyes – Hügel der blutigen Augen (2006) von Alexandre Aja, der zuvor bereits durch den Slasherfilm High Tension (Haute Tension, 2003) bekannt wurde. George Romeros Dawn of the Dead von 1978 erfuhr 2004 gleich zwei Neufassungen: als rasant inszenierter Remake von Zack Snyder, Dawn of the Dead, und als Horrorkomödie Shaun of the Dead.
Dabei werden Horrorkomödien mittlerweile als eigenes Genre betrachtet, das Elemente des Horrorfilms mit schwarzem Humor, Übertreibungen bis ins Groteske und komödiantischen Elementen vermischt. Der neuseeländische Vampirfilm 5 Zimmer Küche Sarg, von 2015, ist ein weiteres Beispiel für eine international erfolgreiche Horrokomödie, die in Fachkreisen und von den Zuschauern sehr gute Bewertungen erhielt.
Auch der asiatische Horrorfilm fand durch den Videoverleih und amerikanische Remakes ein internationales Publikum. So wurden unter anderem erfolgreiche japanische Filmserien wie Ringu (1998) und Ju-on (2000) bzw. Ring – Das Original als Ring (2002) und The Grudge (2004) in den USA neu verfilmt und dabei an den westlichen Markt angepasst.
Ab 2000 wurde auch der Geisterfilm neu belebt, unter anderem mit dem im Jahr 2000 für sechs Oscars nominiertem Film The Sixth Sense und The Others von 2001. Neben dem vielbeachteten Remake von Dawn of the Dead ging das neue Jahrtausend außerdem mit weiteren erfolgreichen Zombiefilmen einher: 28 Days Later (2002) und die Videospielverfilmung Resident Evil (2002) brachten den Zombiefilm wieder an die Spitzen der Kinocharts. „Altmeister“ George A. Romero setzte 2005 seine Zombie-Reihe mit dem Film Land of the Dead fort, der die Untoten hier als intelligente und mit Bewusstsein begabte Akteure inszeniert, die als Ausgestoßene einen revolutionären Kreuzzug in eine der Metropolen der überlebenden, hinter Stacheldraht verbarrikadierten Menschen unternehmen.
Das neu entstandenen Subgenre Torture Porn, in dem explizite Gewaltdarstellungen, Folter und Verstümmelungen mit der Handlung verwoben sind, war insbesondere in den frühen 2000ern populär. Zu den bekannteren Beispielen zählen Saw (2004) und Hostel (2005), einschließlich diverser Sequels, sowie Wolf Creek (2005) und Borderland (2007). 
Ein Teil der Filmemacher wie James Wan und Leigh Whannell (diverse Saw-Filme), Eli Roth (Hostel) und Rob Zombie (Haus der 1000 Leichen von 2003) greift dabei den Stil und die Optik der 1970er- und 1980er-Jahre auf.
Zu den ab 2000 entstandenen Horrorfilmen, welche den größten kommerziellen Erfolg hatten, zählen sehr viele Neuverfilmungen und Sequels, wie Es (2017) und Es Kapitel 2 (2019), Alien: Covenant (2017) und Resident Evil: The Final Chapter (2016). Zu den erfolgreichsten Horrorfilmen, die ohne bekannte Vorgänger gedreht wurden, zählen der Zombiefilm World War Z (2013), A Quiet Place (2018) und dessen Fortsetzung A Quiet Place 2 (2020). Eine Reihe von Filmen, in denen es um Geister und Dänomen geht, ist im Conjuring-Universum angesiedelt, zu dem die ab 2013 veröffentlichen Conjuring-Filme (einschließlich Conjuring – Die Heimsuchung von 2013 und Conjuring 2 von 2016) gehören, sowie die Anabelle-Filme (Auftakt war Annabelle von 2014) und The Nun (2018) mit der 2023 erschienene Fortsetzung.
Auch im Bereich des Body Horror sind zahlreiche neue Filme erschienen, darunter Human Centipede (2009), American Mary (2012), Raw und Possessor  (2020) sowie Crimes of the Future  von 2022.
Zu den bekanntesten Filmemachern, die im Horrorsegment neu dazu gekommen sind, zählt der mehrfach ausgezeichnete amerikanische Regisseur und Drehbuchautor Jordan Peele, der für seinen Debütfilm Get Out 2018 den Drehbuchoscar erhielt. In dem 2019 erschienenen Horrorfilm Wir war er ebenfalls für Regie und das Drehbuch verantwortlich und schrieb das Drehbuch des 2021 veröffentlichten, mehrfach preisgekrönten Horrorfilms Candyman.

## Kategorien von Horrorfilmen
Die Filmwissenschaftlerin Brigid Cherry legte 2009 in einer Studie dar, dass es schwierig sei, Horrorfilme als ein einziges Genre zu bezeichnen, da sie sich stark voneinander unterscheiden können. Manche spielen in der Vergangenheit, andere in der Gegenwart oder Zukunft. In einigen gibt es Monster, in anderen ist die Bedrohung ein Mensch. Einige Filme sind extrem gewalttätig und blutig, andere hingegen lebten von ihrer Atmosphäre. Die Gründe hierfür liegen in der langen Existenz von Horrorfilmen und den unterschiedlichen Ängsten, die sie in jeweils verschiedenen Jahrzehnten bedienten. Cherry nannte Horror daher keine „einheitliche Gruppe von Filmen mit gemeinsamen Konventionen“; stattdessen solle man sich das Genre „als ein paar sich überlappende und entwickelnde kategorische Konzepte“ denken, die ständig ineinander übergehen.
Selbstverständlich sind viele Unterscheidungen möglich. So kann man die Filme anhand ihrer Handlungen, Gegenstände oder Typen von Monstern (z. B. der Vampir- oder Zombiefilm) unterscheiden. Möglich ist auch eine Unterscheidung nach bestimmten Charakteristika der Filmstudios oder Filmschaffenden. Gemeinsam ist allen Kategorien lediglich, dass sie Ängste im Zuschauer bedienen. Cherry unterschied grundsätzlich sieben Kategorien von Subgenre des Horrorfilms:
| Typ                             | Beschreibung | Beispiele |
| ------------------------------- | --- | --- |
| Gothic                          | Filme, die auf klassischen Horror-Geschichten beruhen und auf bereits bekannte Monster oder gruselige Gestalten zurückgreifen. | Die Mumie, Frankenstein, Bram Stoker’s Dracula, Wolfman, The White Zombie                                                              |
| Okkultismus und Übernatürliches | Filme, in denen Geister, Hexerei, der Teufel, Dämonen oder ähnliche Kreaturen auftauchen. | Rosemaries Baby, Der Exorzist, Blair Witch Project, The Grudge – Der Fluch, Amityville Horror, Paranormal Activity                     |
| Psychologischer Horror          | Filme, die psychologische Zustände und Psychosen behandeln und oft Kriminalität und/oder Serienkiller darstellen | Katzenmenschen, Psycho, Die Hand an der Wiege, Das Schweigen der Lämmer, Der Fluch der 2 Schwestern, The Ward – Die Station, Identität |
| Monsterfilm, Tierhorror         | Filme, in denen die Alltagswelt von natürlichen Kreaturen heimgesucht wird, die Tod und Zerstörung bringen. Durch menschliche Eingriffe (Atomkraft, Gift etc.) werden in diesem Genre mitunter normale Tieren zu Monstern, von außerordentlicher Größe und/oder mit besonderen Fähigkeiten. Die Grenzen zum Monsterfilm sind fließend, da Monster oft als Hybridwesen zwischen Tier und Mensch, Steinzeitkreaturen oder Außerirdische bzw. künstlich erschaffene Lebensformen daher kommen. | Die Nacht der lebenden Toten, Godzilla, Die Vögel, Das Ding aus einer anderen Welt, Cloverfield, Der weiße Hai                         |
| Slasher-Film                    | Filme, in denen eine Gruppe Teenager von einem Stalker verfolgt wird. Sie spielen meist in bewohnten, vorstädtischen Gebieten. In der Regel überlebt am Ende nur ein Protagonist – wobei es sich dabei meist um einen weiblichen Akteur handelt. | Halloween, Freitag der 13., Scream – Schrei!, Ich weiß, was du letzten Sommer getan hast                                               |
| Body-Horror, Splatter, Gore     | Filme, die destruktive Veränderung des Körpers thematisieren, z. B. Metamorphosen, Verstümmelungen, Mutationen, starke Formen von Deformation oder ausgeprägte Folgen parasitären Befalls. | Videodrome, Hellraiser – Das Tor zur Hölle, Dawn of the Dead, Alien, American Mary, Human Centipede                                    |
| Exploitationfilm                | Filme, die sich auf extreme bzw. Tabu-Themen konzentrieren und vornehmlich exzessive Gewalt und Folter zeigen. Kontroverse Themen wie Nazi-Vernichtungslager, Vergewaltigungen und ähnliche sexuelle Übergriffe werden im Subgenre Sexploitation (z. B als Rape-and-Revenge-Film) explizit dargestellt. | I Spit on Your Grave, Henry: Portrait of a Serial Killer, Hostel, In der Gewalt der Zombies, American Mary, Ein Serbischer Film        |
| Horrorkomödie                   | Filme, die vom Stil her oft Horrorfilme sind, diese aber parodieren, durch Übertreibung zum Lachen reizen oder Gewaltexzesse grotesk wirken lassen. Die Varianten reichen vom Monsterfilm über den Zombiefilm bis hin zum Slasher-Film | Gremlins – Kleine Monster, Happy Deathday, Scary Movie, Tucker and Dale vs Evil, Shaun of the Dead                                     |

Offensichtlich ist, dass einige Kategorien zu bestimmten Zeiten populärer waren als andere (z. B. der Gothic-Horror im Hollywood-Kino der 1930er-Jahre) und dass sich das nationale Kino einzelner Länder besonders auf eine bestimmte Kategorie konzentriert (wie das Übernatürliche im japanischen Horrorfilm). Bei einigen Filmen fällt eine eindeutige Kategorisierung jedoch schwer, wie beispielsweise im Fall von Carrie – Des Satans jüngste Tochter (1976; Regie: Brian De Palma), welcher ebenso gut in die Kategorie des Okkulten als auch des Psychologischen Horror eingeordnet werden könnte. Ebenso ist die Grenze zwischen Horror und Science-Fiction im Film Alien – Das unheimliche Wesen aus einer fremden Welt (1979, Regie: Ridley Scott) schwer auszumachen.

## Wirkungsforschung und Reglementierung
Horrorfilme rufen wie kaum ein anderes Filmgenre (ausgenommen vielleicht die Pornografie) zwiespältige Reaktionen und zum Teil deutliche Ablehnung hervor. So gelten Horrorfilme, vor allem in den blutigen Varianten des Splatter- und Gore-Films, vielen Rezipienten als geschmacklos, wenn nicht pervers oder krank („Einvernahme zwischen sadistischen Gleichgesinnten“, Vonderau). Unabhängig von einer ästhetisch-künstlerischen, moralisch-sittlichen oder psychologischen Bewertung des Phänomens lässt sich allerdings feststellen, dass die Gewaltdarstellung ohne didaktische Komponente eine lange kulturelle Tradition besitzt. Gerade aufgrund ihrer Darstellung starker Affekte betrachtete der Philosoph Platon die Tragödie in der Politeia als staatsgefährdend und desorientierend. Platons Schüler Aristoteles versuchte sie gegen diesen Vorwurf in Schutz zu nehmen, indem er argumentierte, dass der Nachvollzug starker Emotionen eine Art Reinigung (Katharsis) bewirken könne (Poetik).
Auch heute noch gehen viele Wirkungstheorien entweder davon aus, dass der Zuschauer von bereits vorhandenen Aggressionen befreit werde („Katharsis-Hypothese“), oder dass er sich umgekehrt an Gewalt gewöhnt oder gar zu Gewalttaten angeregt werde („Konditionierungs-Hypothese“ oder Stimulus-Response-Modell). Die Beurteilung des Zusammenhangs von medialer und realer Gewalt ist jedoch in der Wissenschaft sehr umstritten, wie sich gegenwärtig auch an der ähnlich gelagerten Diskussion um sogenannte „Killerspiele“ beobachten lässt. Helmut Hartwig, Professor für ästhetische Erziehung in Berlin, vertritt beispielsweise die Auffassung, dass „die Nivellierung und Verdummung von Wahrnehmung, wie sie durch das normale Fernsehen stattfindet“, wesentlich problematischer seien als die Aktivierung von Aggressionen durch Gewalt- und Horrorfilme. Als gesellschaftlicher Konsens gilt, dass insbesondere jüngere Kinder Probleme haben, die Konfrontation mit medialer Gewalt adäquat emotional zu verarbeiten, auch wenn über die genauen Folgen diesbezüglich Uneinigkeit herrscht.
Die Darstellung von Gewalt im Film wird in nahezu allen Gesellschaften – jedoch mit recht unterschiedlicher Ausprägung – reglementiert und gegebenenfalls zensiert, teils weil sie an tief verankerte soziale Normen und Tabus rührt, teils weil verhindert werden soll, dass sich die Gewaltdarstellungen auf Jugendliche negativ auswirken. Deshalb werden einige Horrorfilme dem Publikum nur in gekürzten Fassungen und/oder unter bestimmten Altersbeschränkungen gezeigt. In Deutschland hat sich hierbei über die Freiwillige Selbstkontrolle der Filmwirtschaft (FSK) sowie die ähnlich funktionierende SPIO ein allgemeiner Kodex zur Abstufung von Altersfreigaben herausgebildet. Die meisten Horrorfilme sind in Deutschland erst ab 16 oder, in härteren Fällen, ab 18 Jahren freigegeben, um Minderjährige vor der emotional verstörenden und psychisch traumatisierenden Wirkung allzu brutaler filmischer Gewalt zu schützen.
Wenn ein Film als jugendgefährdendes Medium eingestuft wird, darf er nicht mehr offen vertrieben oder beworben werden und gilt dann als indiziert auf der Liste der jugendgefährdenden Medien, das heißt, er darf Kindern und Jugendlichen unter 18 Jahren nicht mehr zugänglich gemacht werden. Die einschlägige gesetzliche Regelung, die in solchen Fällen zur Anwendung kommt, ist in Deutschland § 131 Strafgesetzbuch, der den Straftatbestand der „Gewaltdarstellung“ oder genauer der Gewaltverherrlichung oder Gewaltverharmlosung regelt. Vertrieb und Weitergabe indizierter Filme an Minderjährige können strafrechtlich verfolgt und mit Freiheitsstrafen von bis zu einem Jahr belegt werden.
Die gelegentlich kritisierte Praxis der Kürzung, Indizierung – in Deutschland über die Bundesprüfstelle für jugendgefährdende Medien organisiert – und gegebenenfalls Beschlagnahmung – in Deutschland durchgeführt durch die Staatsanwaltschaften – von Horrorfilmen dient vor allem dem Jugendschutz, ist jedoch naturgemäß stark umstritten. Selbst Horrorkomödien wie Die rabenschwarze Nacht – Fright Night oder Braindead kamen in Deutschland bereits auf den Index.